# Мідзунума Наокі
Мідзунума Наокі (13 грудня 1996) — японський плавець.
Учасник Олімпійських Ігор 2020 року, де в півфіналі на дистанції 100 метрів батерфляєм посів 10-те місце і не потрапив до фіналу. В естафеті 4x100 метрів комплексом його збірна посіла 6-те місце.